# Danh sách nhà thám hiểm Ý

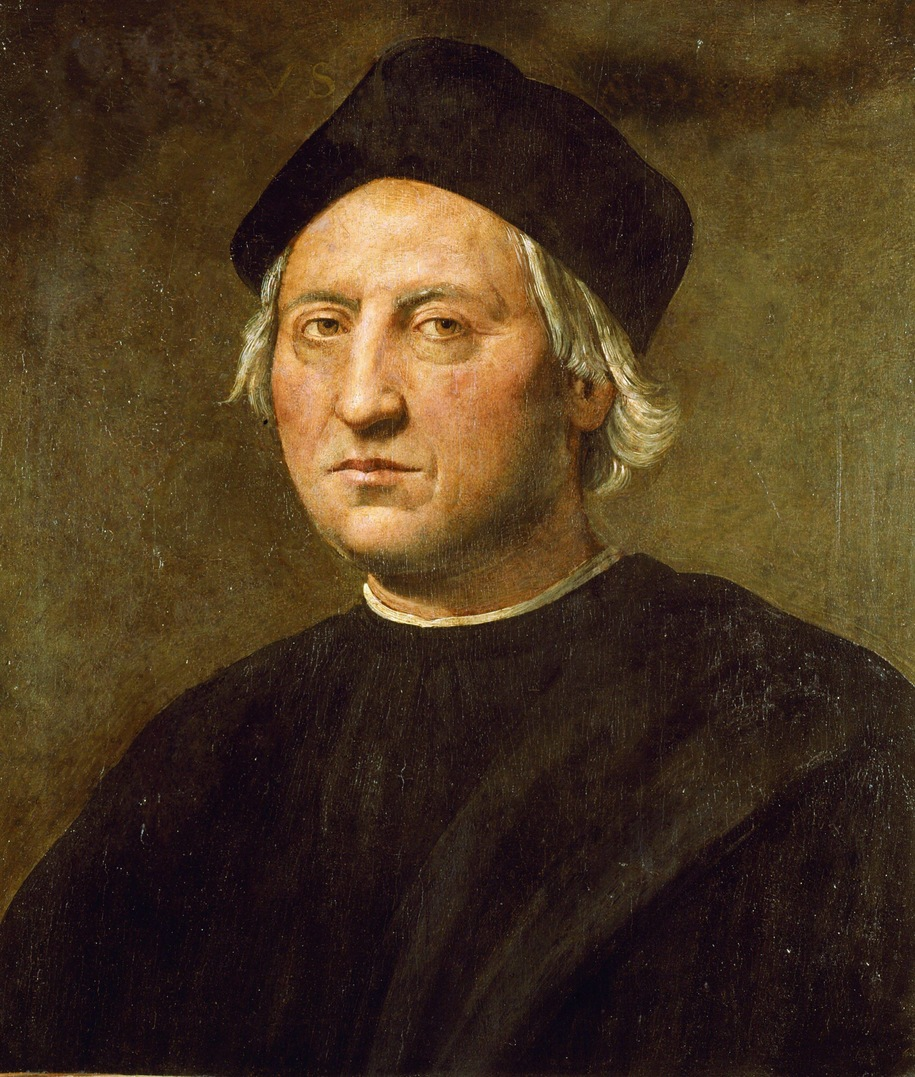
Christopher Columbus (Cristoforo Colombo), Nhà thám hiểm người Ý đã mở đường cho việc thám hiểm rộng rãi của châu Âu và tiến đến thuộc địa hóa châu Mỹ.

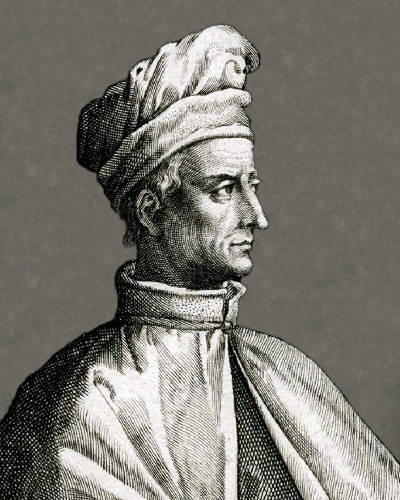
Tên của châu Mỹ được đặt dựa trên tên của Amerigo Vespucci, nhà thám hiểm người Ý.

Đây là danh sách các nhà thám hiểm và các nhà hàng hải (tiếng Ý: esploratori) người Ý theo thứ tự bảng chữ cái Latinh:
- Giuseppe Acerbi (1773-1846)
- Enrico Alberto d'Albertis (1846-1932)
- Carlo Amoretti (1741–1816)
- Paolo Andreani (1763-1823)
- Orazio Antinori (1811-1882)
- Giosafat Barbaro (1413–1494)
- Giacomo Beltrami (1779–1855)
- Scipione Borghese (1871-1927)
- Vittorio Bottego (1860-1897)
- Giacomo Bove (1852-1887)
- Sebastiano Caboto (1474–1557)
- Umberto Cagni (1863-1932)
- Giovanni Caboto (1450–1500)
- Alvise Cadamosto (1432–1483)
- Gaetano Casati (1838–1902)
- Giuseppe Castiglione (1688–1766)
- Cristoforo Colombo (1451–1506)
- Ambrogio Contarini (1429–1499)
- Niccolò de' Conti (1395–1469)
- Andrea Corsali (1487-?)
- Antonio da Noli (1418-1496)
- Giovanni da Pian del Carpine (1185–1252)
- Ardito Desio (1897–2001)
- Alfonso de Tonti (1659-1727)
- Enrico de Tonti (1649-1704)
- Andrea Doria (1466-1560)
- Eusebio Kino (1645-1711)
- Alessandro Malaspina (1754-1810)
- Lancelotto Malocello (1269-1335)
- Reinhold Messner (sinh 1944)
- Umberto Nobile (1885-1978)
- Antonio Pigafetta (1491-1530)
- Emanuele Piloti
- Marco Polo (khoảng 1253-1323)
- Niccolò and Maffeo Polo (khoảng 1230 – khoảng 1294, khoảng 1230 – khoảng 1309)
- Michele Pontrandolfo (sinh 1971)
- Matteo Ricci (1552-1610)
- Hoàng thân Luigi Amedeo, Công tước xứ Abruzzi (1873-1933)
- Pietro Paolo Savorgnan di Brazzà (1852-1905)
- Giovanni da Verrazzano (1484-1527)
- Amerigo Vespucci (1454-1512)
- Ugolino Vivaldi (h.đ, 1291)
- Vadino Vivaldi (h.đ. 1291)